# Calci ascorbat
Calci ascorbat là một hợp chất hóa học có công thức phân tử CaC12H14O12. Đây là muối calci của axit ascorbic.
Calci ascorbat là phụ gia thực phẩm với số E là E302. 